# Arhytis dravida
Arhytis dravida là một loài tò vò trong họ Ichneumonidae.